# ЦНИИ «Электрон»
АО ЦНИИ «Электрон»; АО "Центральный научно-исследовательский институт «Электрон» — научно-исследовательский институт в области фотоэлектроники, разработчик и изготовитель фоточувствительных приборов и модулей на их основе. Входит в состав холдинговой компании АО «Росэлектроника» государственной корпорации «Ростех».

## История

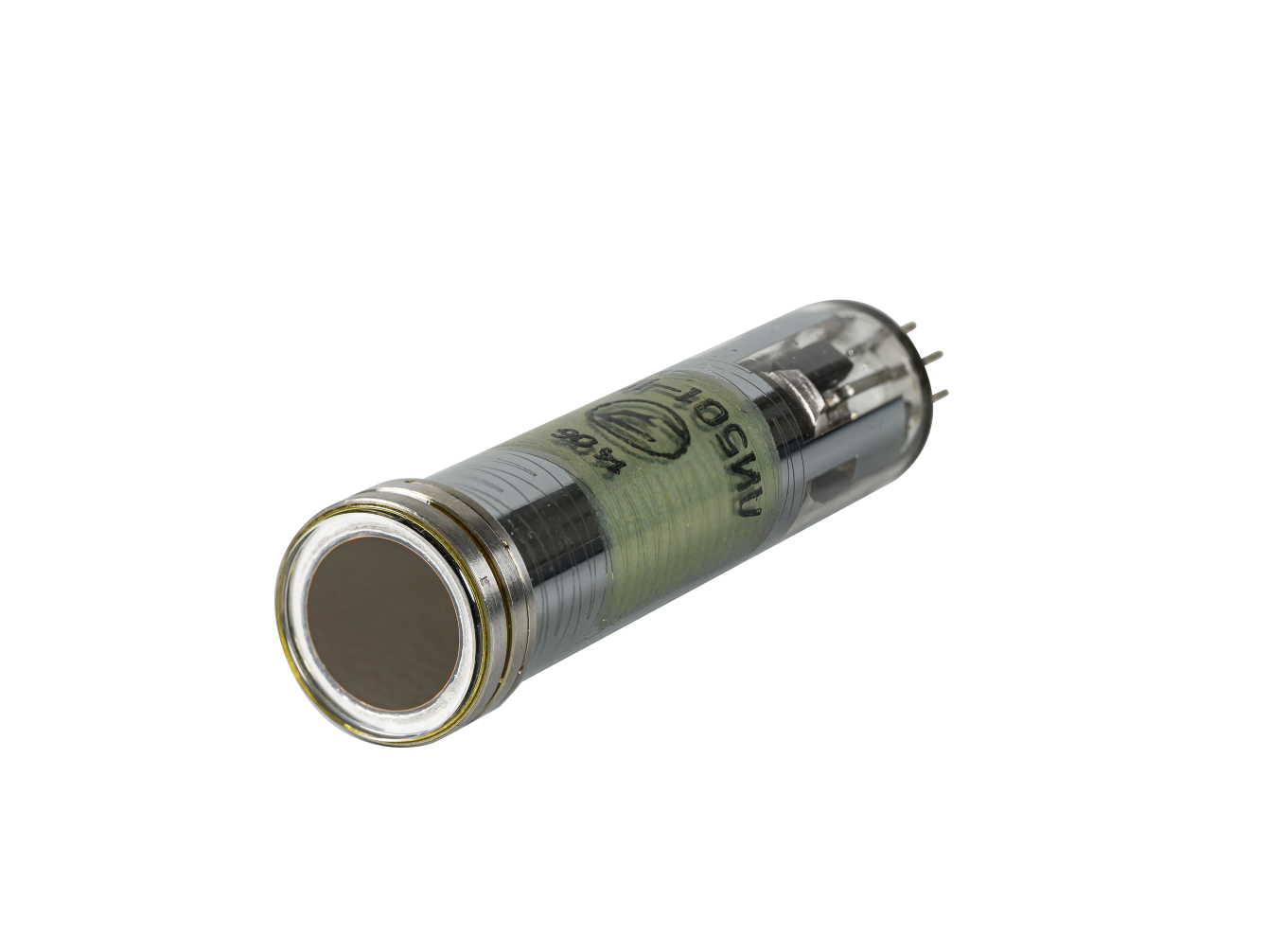
Видикон

Зарождение предприятия началось в довоенном Ленинграде, с организации 26 сентября 1933 г. лаборатории катодных передающих трубок под руководством Б. В. Круссера в НИИ телемеханики (с 1935 г. — ВНИИ телевидения).

В 1956 году Георгий Сергеевич Вильдгрубе, доктор технических наук, профессор, заслуженный деятель науки и техники России, лауреат Ленинской и Государственной премий, создал Особое конструкторское бюро электровакуумных приборов (ОКБ ЭВП). Бюро начало разработку передающих и приёмных трубок для вещательного телевидения СССР .

В 1963 г. ОКБ ЭВП было переименовано во Всесоюзный научно-исследовательский институт электроннолучевых приборов (ВНИИЭЛП).

Одним из величайших достижений института является активное участие в исследовании космоса. 12 апреля 1961 года видиконы ЛИ23, разработанные ЦНИИ «Электрон», обеспечивали съёмку космонавта Ю. А. Гагариным при пуске космического корабля «Восток» с чёткостью 100 строк. Начиная с пусков кораблей «Восток-2» стали применяться виброустойчивые видиконы ЛИ409, а выход в открытый космос А. А. Леонова снаружи корабля «Восход-2» снимали с помощью герметизированных видиконных камер ЦНИИ Электрон.

Предприятием были созданы фотоэлектронные приборы ФЭУ-15 и кинескоп 8ЛК, с помощью которых в 1959 г были получены изображения обратной стороны Луны. Благодаря аналогичным ФЭУ в 1965—1973 гг. были получены первые снимки поверхности Марса. С 1970-73 гг. создаются фотоэлектронные приборы для аппаратуры обзора и управления аппаратами «Луноход-1» и «Луноход-2». Позже, в 80-е годы приборы ФЭУ использовались для получения первых цветных снимков Венеры.

ПЗС-матрица

В 1983 году предприятием была разработана высокочувствительная трубка для комплекса оптико-электронного комплекса ОКНО, при этом разработка уникального оборудования длилась более 5 лет.
Также в 1983 г. с помощью сверхчувствительного суперортикона ЛИ 230 была открыта малая планета Солнечной системы № 4080 («Галинский»). В период с 1985 по 1986 гг. на основе оригинального прибора с зарядовой связью на межпланетной станции «Вега-2» получено около 700 изображений кометы Галлея.

В 2000 г. Указом Президента РФ № 764 от 23.07.97 и постановлением Правительства РФ № 1583 от 18.12.97 "ЦНИИ «Электрон» был преобразован в ОАО "ЦНИИ «Электрон» (решение Регистрационной палаты г. Санкт-Петербурга № 110784 от 11.04.2000 г.).

В 2006 г. ЦНИИ «Электрон» принимало участие в международном ядерном проекте CMS в ЦЕРНе (Швейцария), а именно поставило 16000 радиационностойких и магнитостойких ФЭУ 188 для адронного коллайдера. Ещё до окончательного выпуска всех компонентов, «Электрон» был награждён золотой наградой CMS «За вклад в создание Компактного мюонного соленоида».
В мае 2022 года стало известно, что ЦНИИ "Электрон" в условиях западных санкций намерен увеличить долю рынка за счет замещения импортных систем.

## Награды и премии

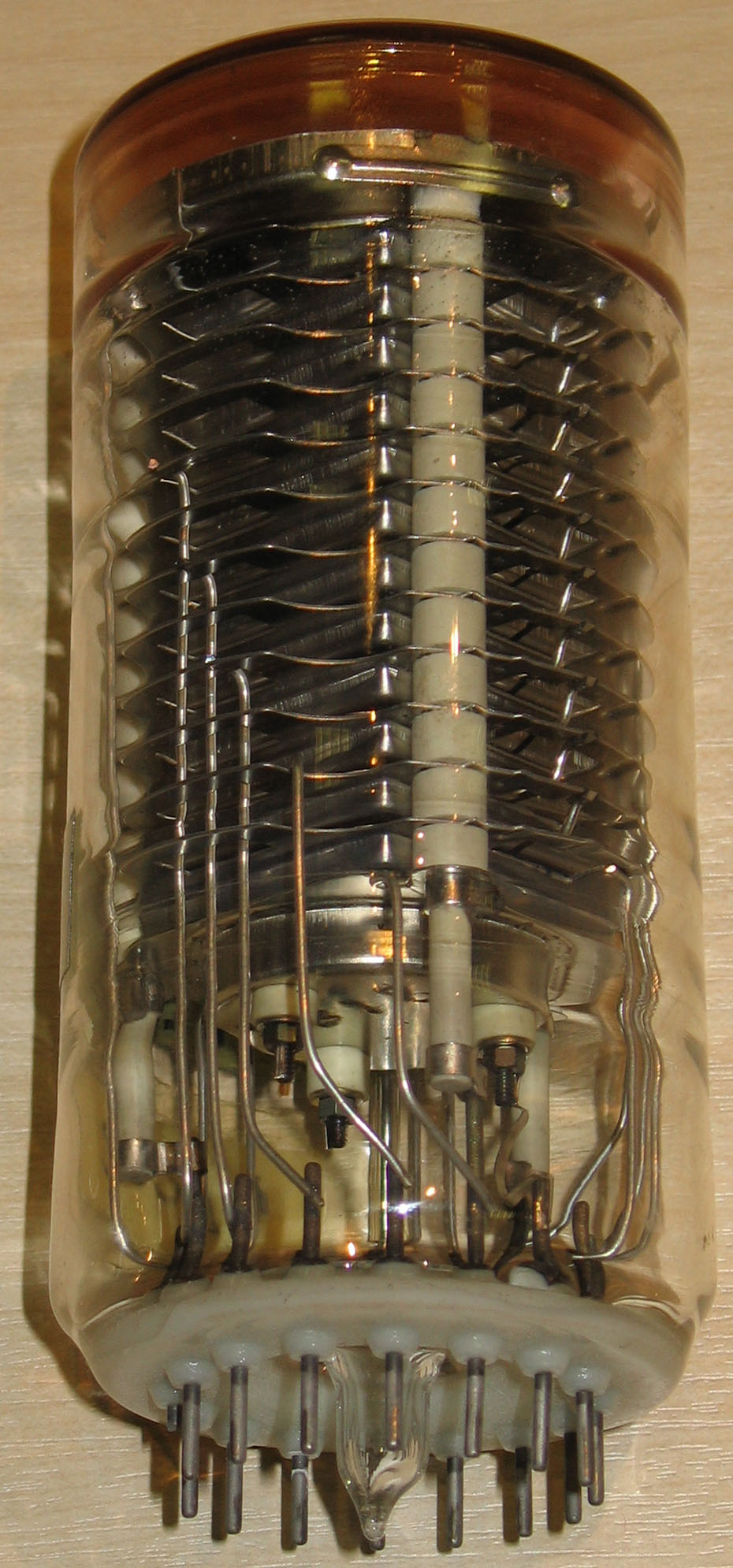
Фотоэлектронный умножитель

- Орден Трудового Красного Знамени (1976)
- 5 золотых и 1 серебряной медалей на выставке в Брюсселе за оригинальные разработки («Эврика-98» дактилоскопическая ТВ система, прибор ночного видения МН-201Р) (1998, 2002)
- Золотая награда CMS Европейской организации ядерных исследований (CERN) за вклад в обеспечение международного исследовательского проекта путём поставки 16100 фотоэлектронных умножителей для создания электронного калориметра Большого адронного коллайдера (2007)
- Работники института удостоены Ленинской и пяти Государственных премий СССР и России за разработку и внедрение фотоэлектронных и передающих телевизионных приборов, позволяющих решить важнейшие государственные задачи в области вещательного телевидения, обороны и космических программ (1965—1988)

## Направления деятельности

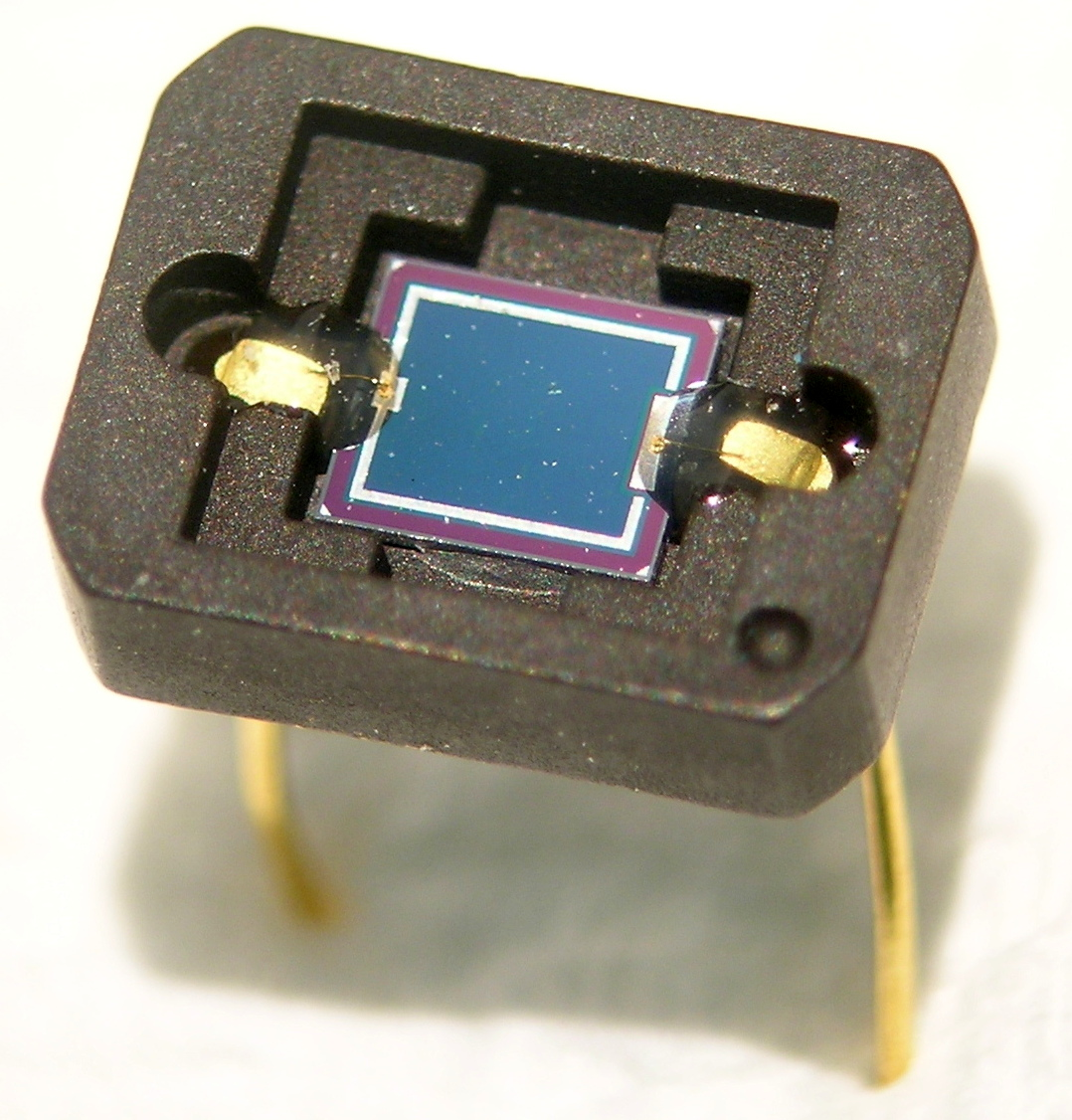
Фотодиод

Приборы, создаваемые институтом успешно используются практически во всех отраслях науки и техники, включая исследование космоса.
Основные направления деятельности института:

— Разработка и производство вакуумных фотоэлектронных приборов (фотоумножители (ФЭУ), видиконы, кремниконы);

— Разработка и производство твердотельных фотоэлектронных телевизионных приборов (матричные фоточувствительные приборы с переносом заряда (ПЗС), линейные ПЗС, фотодиоды, неохлаждаемые пировидиконы);

— Создание модулей на основе производимых фотоэлектронных приборов;

— Разработка и изготовление нестандартного технологического и измерительного оборудования;

— Производство светодиодной осветительной техники.

## Перспективы
В настоящее время ОАО "ЦНИИ «Электрон» концентрирует свои усилия на создании современных фотоэлектронных приборов и систем для работы в ультрафиолетовой, видимой и ближней инфракрасной областях спектра.

## Ключевые фигуры
- Вязников Алексей Николаевич — генеральный директор[10]
- Татаурщиков Сергей Сергеевич — заместитель генерального директора по научной работе
- Сморщок Олег Михайлович — заместитель генерального директора по качеству и государственному заказу
- Айзенберг Алексей Владимирович — заместитель генерального директора по производству